# Antonio Mazzoni
Antonio Maria Mazzoni (Bolonha, 4 de janeiro de 1717 - Bolonha, 8 de dezembro de 1785) foi um compositor do século XVIII, bem conhecido no meio operático da época. As suas óperas foram conhecidas pela originalidade, beleza e elegância. Em muitas das suas óperas utilizou libretos de Pietro Metastasio.
Estudou música com Luca Antonio Predieri e em 1736 ingressou na Academia Filarmónica de Bolonha. Mudou-se mais tarde para Fano, onde em 1746 foi representada a sua primeira ópera, Siroe, re di Persia. Em 1748 regressou a Bolonha, onde em 1751 ocupou o posto de mestre de capela na Basílica de San Giovanni in Monte.
Em 1753 encontrava-se em Lisboa, colaborando com David Perez na composição de óperas. Durante a sua permanência em Lisboa, compôs duas óperas (La clemenza di Tito e Antigono), ambas com libreto de Pietro Metastasio estreadas em 1755 durante a breve existência da Ópera do Tejo.
Regressou a Itália em 1756. Em 1757 obteve o cargo de ajudante de Angelo Antonio Caroli, mestre de capela da Basílica de San Petronio de Bolonha, sucedendo-lhe quando este faleceu em 1759. O cargo em San Petronio não o impediu de realizar numerosas viagens e de continuar com a sua atividade operática, sendo eleito «Príncipe» da Academia Filarmónica nos anos: 1757, 1761, 1771, 1773 e 1784.

## Óperas
São conhecidas 19 óperas de Mazzoni. O ano e a cidade referem-se à estreia.
- Siroe, re di Persia (opera seria, libreto de Pietro Metastasio, 1746, Fano)
- L'Issipile (opera seria, libreto de Pietro Metastasio, 1747 o 1748, Macerata)
- La Didone abbandonata (opera seria, libreto de Pietro Metastasio, 1752 o 1753, Bolonha)
- Il Demofoonte (opera seria, libreto de Pietro Metastasio, 1754, Parma)
- Achille in Sciro (opera seria, libreto de Pietro Metastasio, 1754, Piacenza)
- L'astuzie amorose (opera buffa, 1754, Piacenza)
- La clemenza di Tito (opera seria, libreto de Pietro Metastasio,  1755, Lisboa)
- Antigono (opera seria, libreto de Pietro Metastasio, 1755, Lisboa)
- Ifigenia in Taurride (opera seria, libreto de Marco Coltellini, 1756, Treviso)
- Il viaggiatore ridicolo (opera buffa, libreto de Carlo Goldoni, 1757, Parma)
- Il re pastore (= Aminta, opera seria, libreto de Pietro Metastasio, 1757, Bolonha)
- Arianna e Teseo (opera seria, libreto de Pietro Pariati, 1758, Nápoles)
- L'Eumene (opera seria, libreto de Apostolo Zeno, 1759, Turim)
- L'astuto ciarlatano (intermezzo, 1760, Bolonha)
- Le stravaganze del caso (intermezzo, 1760, Bolonha)
- Adriano in Siria (opera seria, libreto de Pietro Metastasio, 1760, Veneza)
- Il mercante fallito (faresetta, libreto de A. Boschi, 1762, Roma)
- Nitteti (opera seria, libreto de Pietro Metastasio, 1764, Nápoles)
- L'inglese in Italia (dramma giocoso, 1769, Bolonha)